# Двор (Шмарје при Јелшах)
Двор (словен. Dvor) је насељено место у општини Шмарје при Јелшах, Савињска регија, Словенија.

## Историја
До територијалне реорганизације у Словенији био је у саставу старе општине Шмарје при Јелшах.

## Становништво
У попису становништва из 2011. године, Двор је имао 192 становника.
| Број становника према пописима | Број становника према пописима | Број становника према пописима |
| ------------------------------ | ------------------------------ | ------------------------------ |
| 1991                           | 2002                           | 2011                           |
| 216                            | 180                            | 192                            |

Напомена: Године 1995. умањено за део насеља који је припојен насељу Шмарје при Јелшах.